# Тарапака (регион)
Тарапака (на испански: Tarapacá) е един от 15-те региона на южноамериканската държава Чили. Регионът е разположен в северната част на страната на Тихия океан. Населението е 428 594 души (2002), с общата площ – 59 099.10 км².

## Административно деление
Регионът се поделя на 3 провинции и 11 общини.